# Bernard Mazouaud
Bernard Mazouaud est un homme politique français né le 31 janvier 1940 à Périgueux. Il est Directeur honoraire de Groupama centre atlantique et officier de l'Ordre National du mérite.

## Mandats Locaux
- Maire de Saint-Julien-de-Bourdeilles du 21 mars 1977 à mars 2014.
- Conseiller général de 1998 à 2004.
- Président de la communauté de communes Dronne et Belle de 2001 à 2008.

## Mandat national
Le 15 mai 2004, il est devenu député de la troisième circonscription de la Dordogne en remplacement de Frédéric de Saint-Sernin, nommé au Gouvernement.
Il ne s'est pas présenté aux élections législatives de 2007 et son mandat a cessé le 19 juin 2007, à la fin de la XIIe législature.